# Heinz-Josef Bontrup

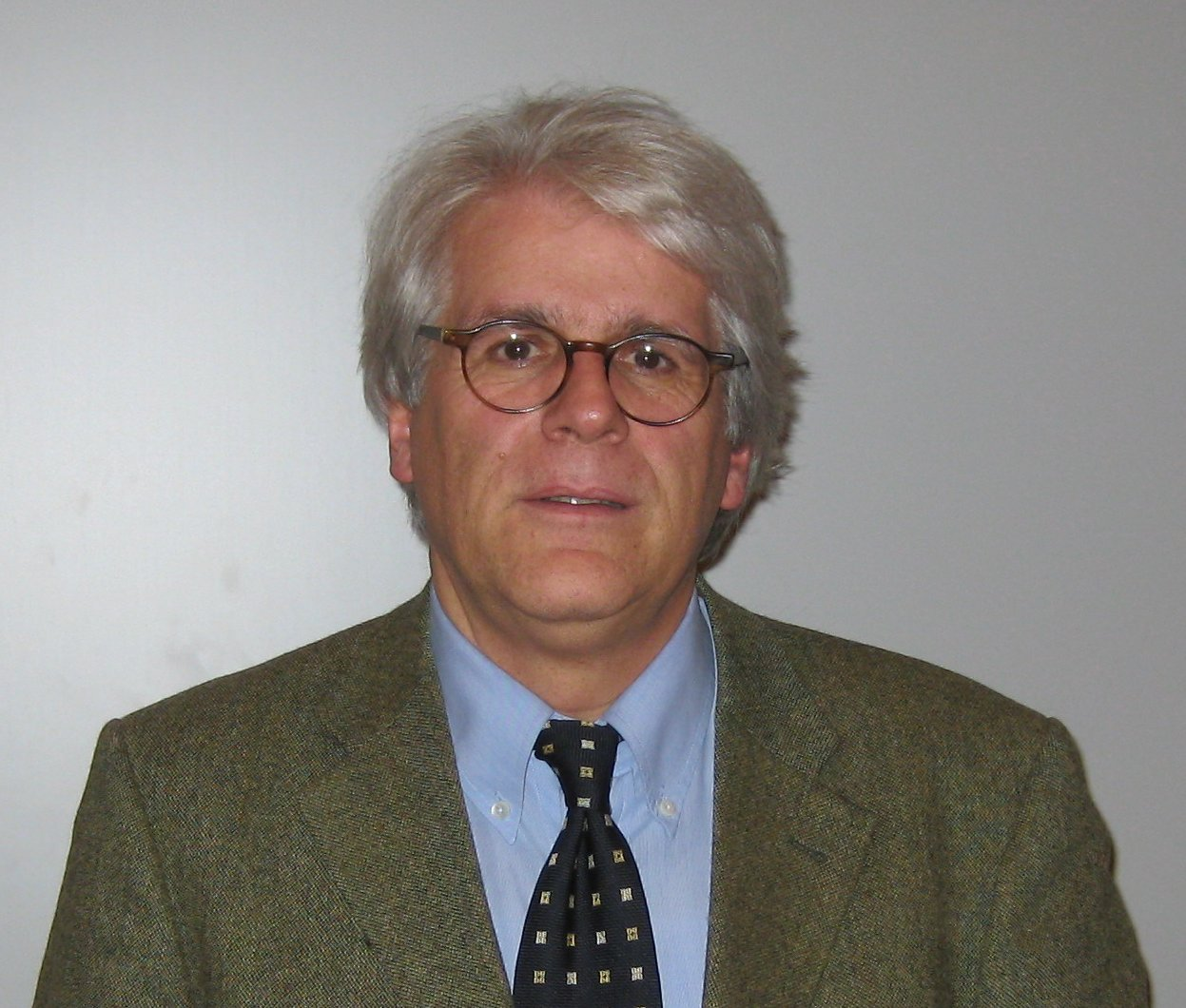
Heinz-Josef Bontrup, 2008

Heinz-Josef Bontrup (* 8. Februar 1953 in Haltern, heute Haltern am See) ist ein deutscher Wirtschaftswissenschaftler und emeritierter Professor.

## Leben
Nach einem Studium der Wirtschaftswissenschaft an der Universität Bremen mit Abschluss 1981 zum Diplom-Ökonom erfolgte dort 1985 auch seine Promotion zum Dr. rer. pol. mit dem Thema Preisbildung bei Rüstungsgütern. Von 1985 bis 1990 war er Wissenschaftlicher Abteilungsleiter am Progress Institut für Wirtschaftsforschung mbH Bremen und von 1990 bis 1995 Arbeitsdirektor in der Stahlwerke Bochum AG, einer Thyssen-Tochter. Von 1996 bis 2019 war er Professor für Wirtschaftswissenschaft mit dem Schwerpunkt Arbeitsökonomie im Fachbereich Wirtschaftsrecht an der Westfälischen Hochschule Gelsenkirchen Bocholt Recklinghausen am Campus Recklinghausen. Von 2018 an bis 2024 war er Gast-Professor an der Universität Siegen, Fakultät III, Plurale Ökonomik.
Bontrup war Mitverfasser und Mitherausgeber der jährlichen Memoranden der Arbeitsgruppe Alternative Wirtschaftspolitik (Memorandum-Gruppe) sowie deren Sprecher. Außerdem war er von 2010 bis 2021 Direktor am Westfälischen Energieinstitut der Westfälischen Hochschule und ist heute Vorstandsmitglied. Er ist ökonomischer Berater und Part der Kanzlei Leifeld/Niechoj/Scholten, Fachanwälte für Arbeitsrecht in Bochum. Von 2011 bis 2014 war er Mitglied im Expertenrat zur Reform der Wirtschafts- und Währungsunion der Europaministerin des Landes Nordrhein-Westfalen (organisiert von der Forschungs-Initiative NRW in Europa, FINE) an der Universität Düsseldorf sowie von 2013 bis 2015 Wissenschaftlicher Sachverständiger in der Enquete-Kommission III des Landtags Nordrhein-Westfalen zur Bewertung der Tragfähigkeit öffentlicher Haushalte in Nordrhein-Westfalen unter den Bedingungen der Schuldenbremse und des demographischen Wandels. Bontrup ist auch Vertrauensdozent der Hans-Böckler-Stiftung und war von 2016 bis 2021 Mitglied im Aufsichtsrat der VGH Versicherungen Hannover. Schließlich ist er Sachverständiger im Deutschen Bundestag und verschiedenen Landtagen sowie Präsidiumsmitglied des gemeinnützigen Instituts für Wissenschaft und politische Bildung (iWiPo).
Seit 2015 schreibt Bontrup zudem regelmäßig wirtschaftspolitische Kolumnen in der Frankfurter Rundschau. Auch in taz, junge Welt, Oxi, Ossietzky, Neues Deutschland, der Freitag, Makroskop und auf den NachDenkSeiten finden sich seine Beiträge.
Am 21. März 2018 wurde ihm für sein „lebenslanges Engagement im wirtschaftswissenschaftlich-sozialpolitischen Bereich und seine umfangreiche ehrenamtliche und bundesweite Aufklärungsarbeit in sozialpolitischen und wirtschaftlichen Fragen“ das Bundesverdienstkreuz am Bande verliehen.
Im Januar 2019 wurde Bontrup emeritiert und hielt am 24. Januar 2019 seine Abschiedsvorlesung. Er ist verheiratet und lebt in Witten.

## Schriften (Auswahl)
- Nachfragemacht von Unternehmen. Ursachen und Wirkungen sowie Bekämpfungsmöglichkeiten der Nachfragemachtausübung von Handelsunternehmen auf den Wettbewerbsprozess. Köln 1983, ISBN 3-7609-5159-7.
- Preisbildung bei Rüstungsgütern. Zugleich Dissertation Universität Bremen. Verlag Wissenschaft und Politik, Köln 1986, ISBN 3-8046-8677-X.
- Zur Erfassungsproblematik der Arbeitslosigkeit, in: Das Wirtschaftsstudium (WISU), 27. Jg., Heft 1/1998, ISSN 0340-3084
- Mit Norbert Zdrowomyslaw: Die deutsche Rüstungsindustrie. Vom Kaiserreich bis zur Bundesrepublik. Ein Handbuch. Distel-Verlag, Heilbronn 1988, ISBN 3-923208-18-9.
- Volkswirtschaftslehre. Grundlagen der Mikro- und Makroökonomie. Oldenbourg, München/Wien 1998, ISBN 3-486-24233-4; 2. Auflage. ebd., 2004, ISBN 3-486-57576-7.
- Konzentrationsprozesse in der Europäischen Union. In: Blätter für deutsche und internationale Politik, 40. Jg., Heft 11/1995
- Mit Peter Pulte: Handbuch Ausbildung. Zur Berufsausbildung im dualen System, Oldenbourg Verlag München/Wien 2001, ISBN 3-486-25150-3
- Wettbewerb und Markt sind zu wenig. in: APuZ, Aus Politik und Zeitgeschichte, Beilage zur Wochenzeitung Das Parlament, 13/2007, ISSN 0479-611X.
- Mit Katrin Hansen (Hrsg.): Problemfelder eines zukunftsorientierten Personalmanagements. Fortis-Verlag FH, Köln 1998, ISBN 3-933430-16-X.
- Lohn und Gewinn. Volks- und betriebswirtschaftliche Grundzüge. Oldenbourg, München/Wien 2000, ISBN 3-486-25164-3; 2. vollständig überarbeitete und erweiterte Auflage. ebd., 2008, ISBN 978-3-486-58472-1.
- Mit Katrin Hansen (Hrsg.): Personalmanagement kompakt. Handbuch. Verlag Personal, Recht, Management, Troisdorf 2010, ISBN 978-3-941388-40-6.
- Mit Kai Springob: Gewinn- und Kapitalbeteiligung. Eine mikro- und makroökonomische Analyse. Gabler, Wiesbaden 2002, ISBN 3-409-11784-9.
- Arbeit, Kapital und Staat. Plädoyer für eine demokratische Wirtschaft. PapyRossa Verlag, Köln 2013, 5. Auflage, ISBN 978-3-89438-326-8. Vorwort zur 4. Auflage, (PDF; 145 kB)
- Mit Jörg Huffschmid, Alex Demirović, Michael Schumann, Julia Müller & Joachim Bischoff: Wirtschaftsdemokratie. Alternative zum Shareholder-Kapitalismus. VSA-Verlag, Hamburg 2006, ISBN 3-89965-190-1.
- Keynes wollte den Kapitalismus retten. Zum 60. Todestag von Sir John Maynard Keynes. Internationale Politikanalyse der Friedrich-Ebert-Stiftung, Bonn 2006, ISBN 3-89892-534-X.
- Mit Lars Niggemeyer und Jörg Melz: Arbeitfairteilen. Massenarbeitslosigkeit überwinden! VSA-Verlag, Hamburg 2007, ISBN 978-3-89965-249-9.
- Mit Ralf-M. Marquardt: Nachfragemacht in Deutschland. Ursachen, Auswirkungen und wirtschaftspolitische Handlungsoptionen. Monsenstein und Vannerdat, Münster 2008, ISBN 978-3-86582-659-6.
- Mit Ralf-M. Marquardt: Kritisches Handbuch der deutschen Elektrizitätswirtschaft. Branchenentwicklung, Unternehmensstrategien, Arbeitsbeziehungen. Edition Sigma, Berlin 2010, ISBN 978-3-8360-8712-4.
- Durch Umverteilung von unten nach oben in die Krise. Expertise. Abteilung Wirtschafts- und Sozialpolitik der Friedrich-Ebert-Stiftung, Bonn 2010, ISBN 978-3-86872-504-9.
- Mit Mohssen Massarrat: Manifest zur Überwindung der Massenarbeitslosigkeit. Sonderdruck in Ossietzky. Zweiwochenschrift für Politik, Kultur, Wirtschaft. Mai 2011 (PDF; 123 kB)
- Zur größten Finanz- und Wirtschaftskrise seit 80 Jahren. Ein kritischer Rück- und Ausblick mit Alternativen. DGB, Hannover 2011 (PDF; 348 KB)
- Der diskreditierte Staat. Alternativen zur Staatsverschuldung und zu Schuldenbremsen. PAD, Bergkamen 2012, ISBN 978-3-88515-238-5.
- Mit Thomas Korenke und Mike Wienbracke (Hrsg.): Arbeit – Personal – Soziales. Festschrift zum 65. Geburtstag von Peter Pulte. Verlag Dr. Kovač, Hamburg 2012, ISBN 978-3-8300-6030-7.
- Wirtschaftsdemokratie und sozialökologischer Fortschritt. In: WISO, Wirtschafts- und Sozialpolitische Zeitschrift, 35. Jg., Heft 3/2012
- Schriftliche Stellungnahme im Haushalts- und Finanzausschuss des Landes NRW zum Gesetz über die Feststellung des Haushaltsplans des Landes Nordrhein-Westfalen für das Haushaltsjahr 2012 (Haushaltsgesetz 2012), Gesetzentwurf der Landesregierung - Drucksache 15/3400, Düsseldorf 2012
- Wo geht es hier bitte zur Marktwirtschaft? Marktwirtschaftliche Ordnung, Wettbewerb und Wirtschaftsmacht. PAD, Bergkamen 2012, ISBN 978-3-88515-247-7.
- Mit Mohssen Massarrat (Hrsg.): Arbeitszeitverkürzung jetzt! 30-Stunden-Woche fordern!, PAD, Bergkamen 2013, ISBN 978-3-88515-249-1.
- Mit Ralf-M. Marquardt: Chancen und Risiken der Energiewende, Hans Böckler Stiftung, Arbeitspapier 252, Düsseldorf 2012.
- Arbeitsmärkte sind besondere Märkte. In: Bontrup, H.-J./Korenke, T./Wienbrake, M., Arbeit -Personal-Soziales. Festschrift zum 65. Geburtstag von Peter Pulte, Hamburg 2012
- Krisenkapitalismus und EU-Verfall. PapyRossa Verlag, Köln 2013, 2. Aufl. 2016, ISBN 978-3-89438-537-8.
- Pikettys Kapitalismus-Analyse. Warum die Reichen immer reicher und die Armen immer ärmer werden. pad-Verlag, Bergkamen 2014, ISBN 978-3-88515-260-6.
- Mit Ralf-M. Marquardt: Die Energiewende. Verteilungskonflikte, Kosten und Folgen. Köln 2015, ISBN 978-3-89438-574-3
- Mit Ralf-M. Marquardt: Die Zukunft der großen Energieversorger. Konstanz und München 2015, ISBN 978-3-86764-636-9
- Zukunftsfähiges NRW? Politik und Wirtschaft zwischen Schuldenbremse und Demographie-Mythen, Bergkamen 2016, ISBN 978-3-88515-270-5
- Noch Chancen für Wachstum und Beschäftigung? Wachstumskritik – Arbeitszeitverkürzung fordern, Bergkamen 2016, ISBN 978-3-88515-278-1
- Wohnst du noch...? Immobilienwirtschaft und Mieten kritisch betrachtet. Hamburg 2018, ISBN 978-3-89965-841-5
- Finanzmarktkrise und wirtschaftliche Entwicklung des deutschen Bankensektors, in: DIW-Vierteljahreshefte zur Wirtschaftsforschung, 87. Jg., Heft 3/2018, ISSN 0340-1707
- Mit Jürgen Daub (Hrsg.): Digitalisierung und Technik, Fortschritt oder Fluch? Perspektiven der Produktivkraftentwicklung im modernen Kapitalismus. PapyRossa Verlag, Köln 2021, ISBN 978-3-89438-742-6.
- Staatsschulden erlassen - aber wie? In: ReWir, Recklinghäuser Beiträge zu Recht und Wirtschaft, Nr. 56/2021, Westfälische Hochschule, Fachbereich Wirtschaftsrecht, ISSN 2191-866X
- Arbeit, Kapital und Staat. Plädoyer für eine demokratische Wirtschaft, 6. erweiterte Aufl., PapyRossa Verlag Köln 2021, ISBN 978-3-89438-326-8.
- Vorwort und Einführung in die dritte Auflage zum Lehrbuch von Helmut Arndt: Die Evolutorische Wirtschaftstheorie, Duncker & Humblot, Berlin 2021, ISBN 978-3-428-15709-9.
- Mit Ralf-M. Marquardt: Volkswirtschaftslehre aus orthodoxer und heterodoxer Sicht, De Gruyter Oldenbourg, Berlin/Boston 2021, ISBN 978-3-11-061918-8.
- Mit Axel Troost, Mechthild Schrooten, Carsten Sieling (Hrsg.): Alternative Wirtschaftspolitik, Wissenschaft-Beratung-Publizistik, Rudolf Hickel zum 80. Geburtstag. VSA-Verlag, Hamburg 2022, ISBN 978-3-964-88136-6.
- Mit Michael Brodmann, Christian Fieberg, Markus Löffler, Ralf-M., Marquardt, Andreas Schneider und Andreas Wichtmann: Energie- und Klimawende zwischen Anspruch, Wunschdenken und Wirksamkeit - Umsetzungsphase. Studie des Westfälischen Energeinstituts (WEI), Gelsenkirchen 2024, www.energie.w-hs.de
- Socio-Economic Framework Conditions – The Macroeconomic Effects of the Energy Transition and the Resulting Political Challenges, in: Edited by Jörg Böttcher, Carbon Free. The Way Forward, Berlin 2025, ISBN 978-3-110-78417-6.
- Erbeuteter Reichtum. Wege aus der neoliberalen Zerstörung, Köln 2025, ISBN 978-3-89438-326-8